# Feuerwehr-Leistungsabzeichen für Löscheinsatz

Das sächsische Feuerwehr-Leistungsabzeichen in seinen drei Stufen

Verleihungsurkundenmuster des sächsischen Feuerwehr-Leistungsabzeichens in Silber

Das sächsische Feuerwehr-Leistungsabzeichen für Löscheinsatz ist ein Leistungsabzeichen des Freistaates Sachsen für alle Angehörigen von Feuerwehren, die den dazu erforderlichen Prüfungslehrgang erfolgreich abgelegt haben.

## Allgemeines
Zur Förderung der feuerwehrtechnischen Ausbildung und der Vorbereitung auf die Anforderungen bei Einsätzen der Feuerwehren wurde 2005 im Freistaat Sachsen ein Feuerwehr-Leistungsabzeichen „Löscheinsatz“ in den Stufen
- Bronze (kupferfarben)
- Silber (altsilber)
- Gold

eingeführt. Es wird nach den hierfür geltenden Richtlinien (Prüfungsbedingungen) abgelegt.

## Aussehen
Das Feuerwehr-Leistungsabzeichen „Löscheinsatz“ ist 30 × 38 mm hochoval, massiv geprägt, umrandet mit Relief gestaltetem Eichenlaubkranz. Mittig ist das Wappen des Freistaates Sachsen (11 × 13 mm) eingesetzt. Das Wappen selber ist in den Landesfarben grün-schwarz mit Kunstemaille gehalten und goldfarbig gerahmt. Links und rechts des Wappens befinden sich unterbrochene durch das Wappen Flammenflügel in bordeauxviolett in der Farbe RAL 4004. Über dem Landeswappen ist das Feuerwehrsymbol dargestellt, bestehend aus einem Feuerwehrhelm mit Nackenleder vor einem gekreuzten Feuerwehrbeil und Strahlrohr. Darunter befindet sich der geschwungene Schriftzug: LÖSCHEINSATZ, welcher vertieft und schwarz ausgelegt ist. Auf der Rückseite ist eine Nadel mit Gegenhaken oder mit Kugelgelenk zur Befestigung aufgelegt.

## Verleihung
Die Verleihung des Feuerwehr-Leistungsabzeichens und der dazugehörigen Urkunde erfolgt durch den Kreisbrandmeister/Leiter der Berufsfeuerwehr. Das Sächsische Staatsministerium des Innern stellt den Landkreisen/Kreisfreien Städten die Feuerwehr-Leistungsabzeichen zur Verfügung. Sie haben hierfür den Verwendungsnachweis zu führen.

## Trageweise
Das Feuerwehr-Leistungsabzeichen wird nur in der höchsten erworbenen Stufe und nur zur Feuerwehrdienstkleidung auf der linken Brustseite als Steckkreuz getragen. Neben dem Feuerwehr-Leistungsabzeichen „Löscheinsatz“ darf das Feuerwehr-Leistungsabzeichen „Technische Hilfe“ zusätzlich getragen werden.

## Rangordnung im Sächsischen Auszeichnungssystem
- 1. Sächsischer Verdienstorden
- 2. Sächsisches Lebensrettungsehrenzeichen
- 3. Sonstige Orden des Freistaates Sachsen (gleichrangig)
  - Sächsischer Fluthelferorden
  - Gedenkmedaille aus Anlass der Waldbrandkatastrophe Weißwasser im Mai/Juni 1992
- 4. Feuerwehr-Ehrenzeichen (Sachsen) als Steckkreuz in Gold
- 5. Feuerwehr-Ehrenzeichen (Sachsen) als Steckkreuz in Silber
- 6. Feuerwehr-Ehrenzeichen (Sachsen) am Band in Gold
- 7. Feuerwehr-Ehrenzeichen (Sachsen) am Band in Silber
- 8. Feuerwehr-Ehrenzeichen (Sachsen) am Band in Bronze
- 9. Feuerwehr-Leistungsabzeichen für Löscheinsatz in Gold
- 10. Feuerwehr-Leistungsabzeichen für Löscheinsatz in Silber
- 11. Feuerwehr-Leistungsabzeichen für Löscheinsatz in Bronze
- 12. Feuerwehr-Leistungsabzeichen für Technische Hilfe in Bronze